# Babrios
Babrios (stgr. Βάβριος; I – II w.) – bajkopisarz grecki żyjący w Syrii. Pochodził prawdopodobnie z Italii. Opracował w cholijambach bajki Ezopa, z których zachowało się tylko 123, odnalezionych w 1844 w jednym z klasztorów na górze Athos. Utwory te były lekturami szkolnymi w Bizancjum. Na język polski bajki Babriosa przełożył Zygmunt Węclewski.